# إدنبرة ذات البحار السبعة
إدنبرة ذات البحار السبعة (بالإنجليزية:Edinburgh of the Seven Seas)هي المدينة الوحيدة في جزيرة تريستان دا كونا.

## أصل التسمية

### التاريخ
تأسست المدينة في عام 1815 باسم فورت مالكوم على جزيرة تريستان دي كونها لتفادي هجوم القوات الفرنسية على جزيرة سانتا إيلينا حيث كان نابليون بونابرت يقضي منفاه. و بقيت وبقيت حامية عسكرية على الجزيرة حتى نهاية الحرب العالمية الثانية.

### التسمية
```
حصلت المدينة على اسمها الحالي تكريما للزيارة التي قام بها الأمير ألفريدو، دوق أدنبره، في عام 1867 في رحلته حول العالم بجولة في مختلف ممتلكاتهم في الخارج البريطانية . 
```

## الإنفجار البركاني
تعرضه لاضرار في انفجار بركاني من قمة الملكة ماري في 1961 ، مما اضطر السكان إلى مغادرة المستوطنات وإخلاء Calshot في المملكة المتحدة . 4 دمر الثوران مصنع جراد البحر في المستوطنة.
بعد عودة معظم سكان الجزيرة في عام 1963، أعيد بناء المستوطنة.

## معرض صور

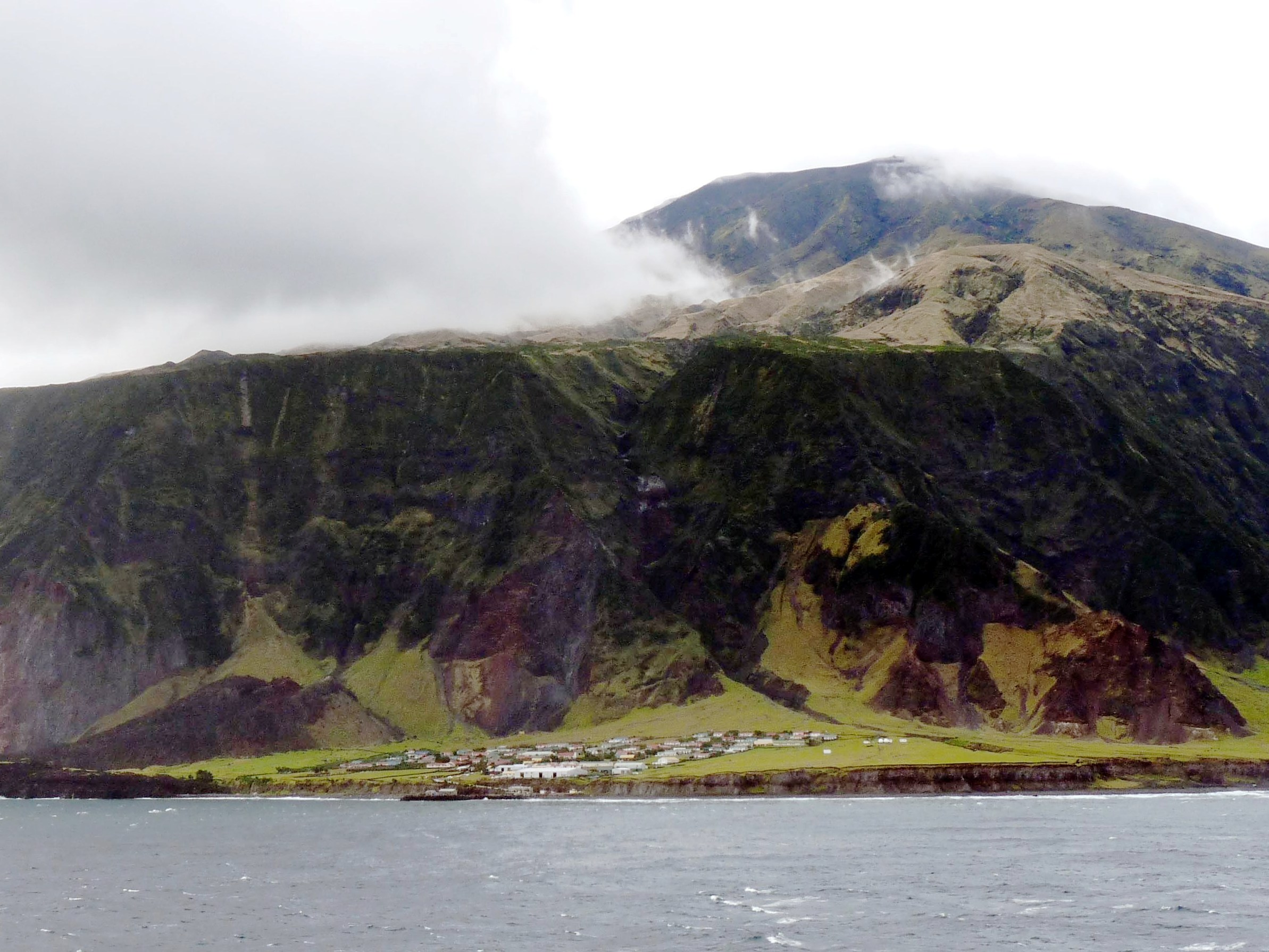
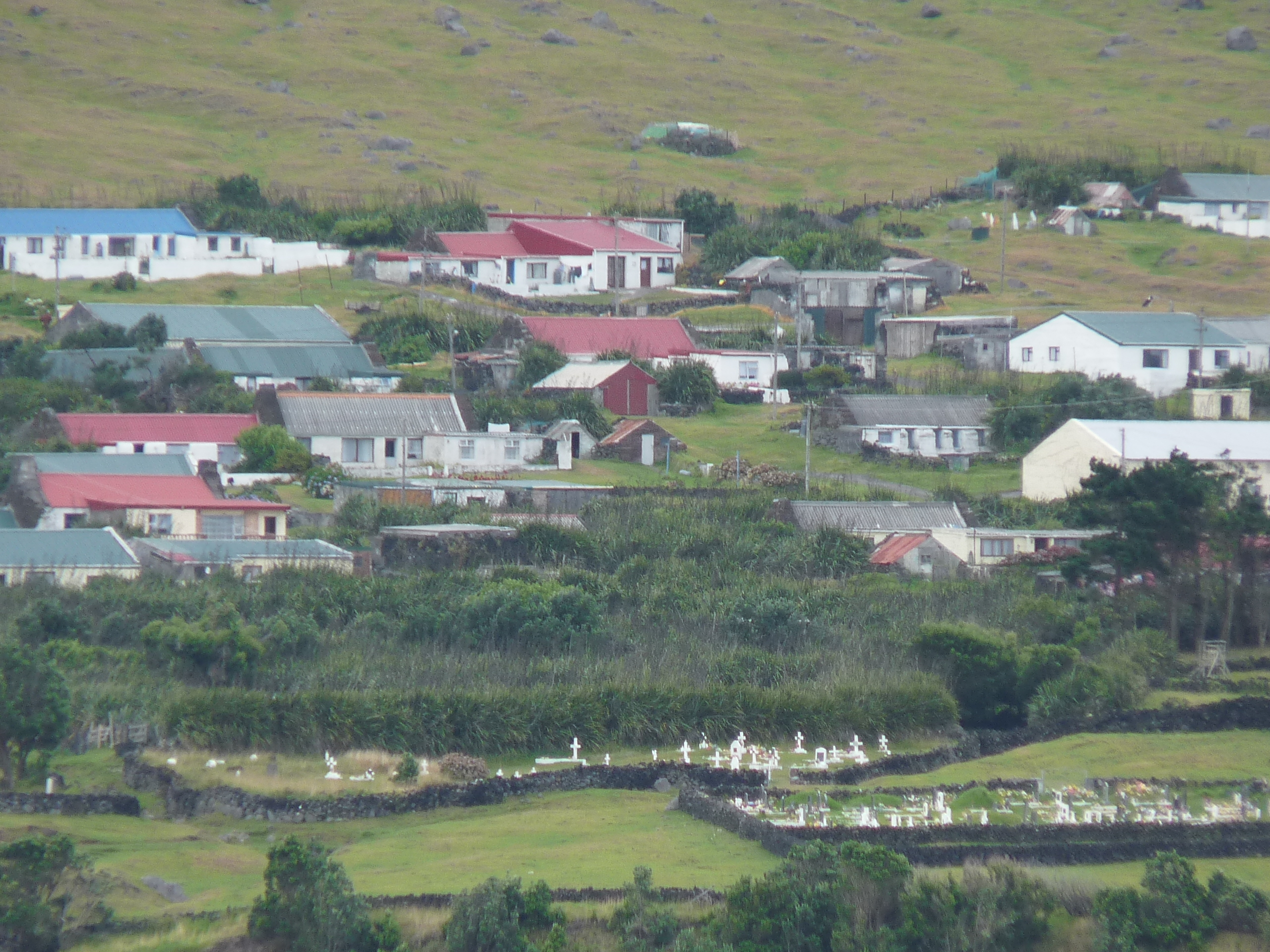
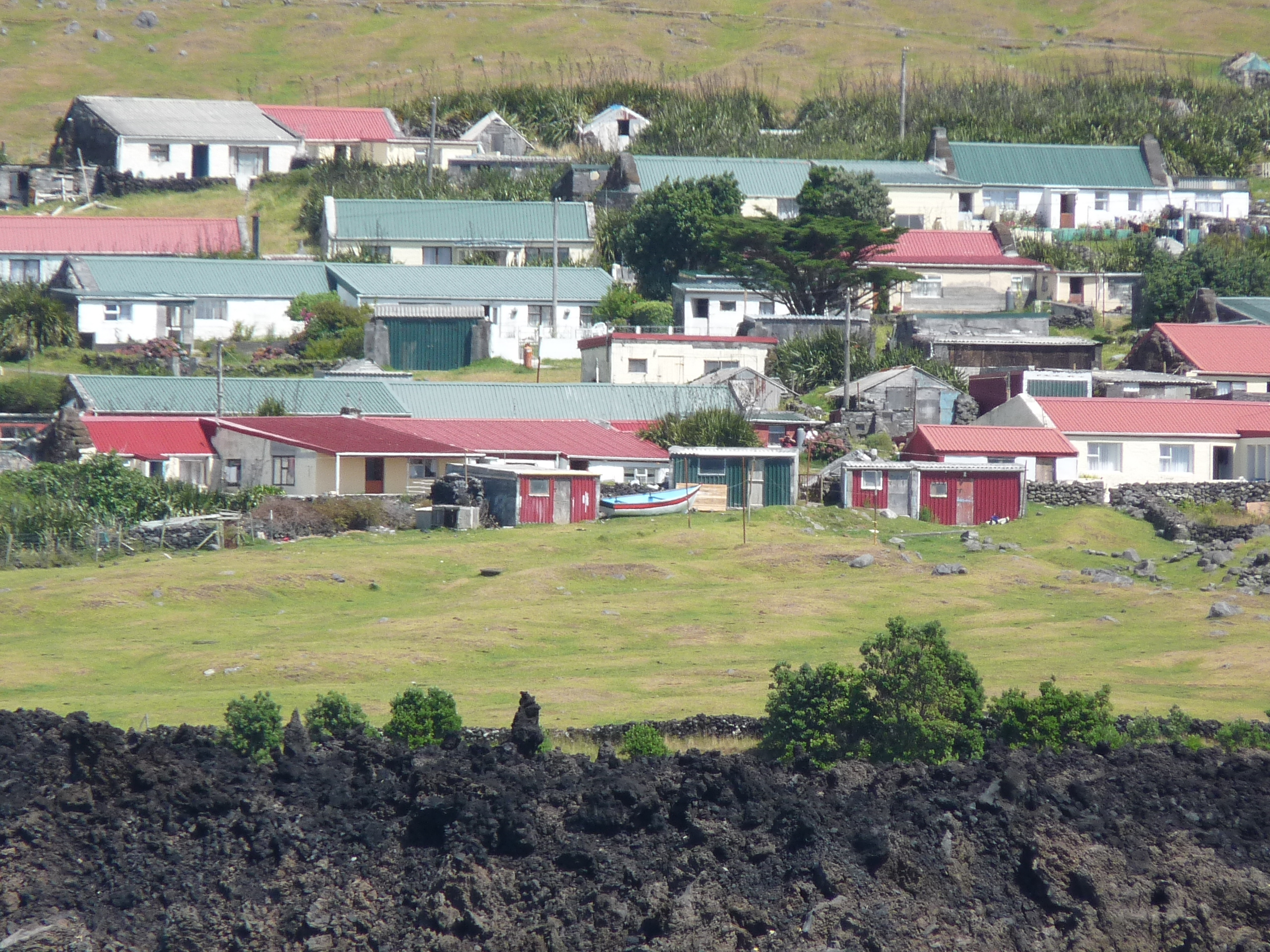